# Uvaria curvistipitata
Uvaria curvistipitata este o specie de plante angiosperme din genul Uvaria, familia Annonaceae, descrisă de Attanayake, I. M. Turner și Richard M.K. Saunders. Conform Catalogue of Life specia Uvaria curvistipitata nu are subspecii cunoscute.